# Изидор Раби
Изидор Раби (на английски: Isidor Rabi) е американски физик, носител на Нобелова награда за физика за 1944 година.

## Биография
Роден е на 29 юли 1898 година в Риманов, Австро-Унгария (днес Полша). Завършва Университета „Корнел“ през 1919 и защитава докторат в Колумбийския университет през 1927. Работи заедно с Нилс Бор, Вернер Хайзенберг, Волфганг Паули и Ото Щерн. Участва в проекта Манхатън и в проекта по разработване на радара. Остава лектор в Колумбийския университет до самата си смърт. Има две дъщери.
През 1930 г. Раби провежда изследвания, за да установи силите, свързващи протоните в атомното ядро. Тези изследвания водят до създаването на метода на ядрения магнитен резонанс, за което получава и Нобеловата награда.
Умира на 11 януари 1988 година в Ню Йорк на 89-годишна възраст.